# 虎拳

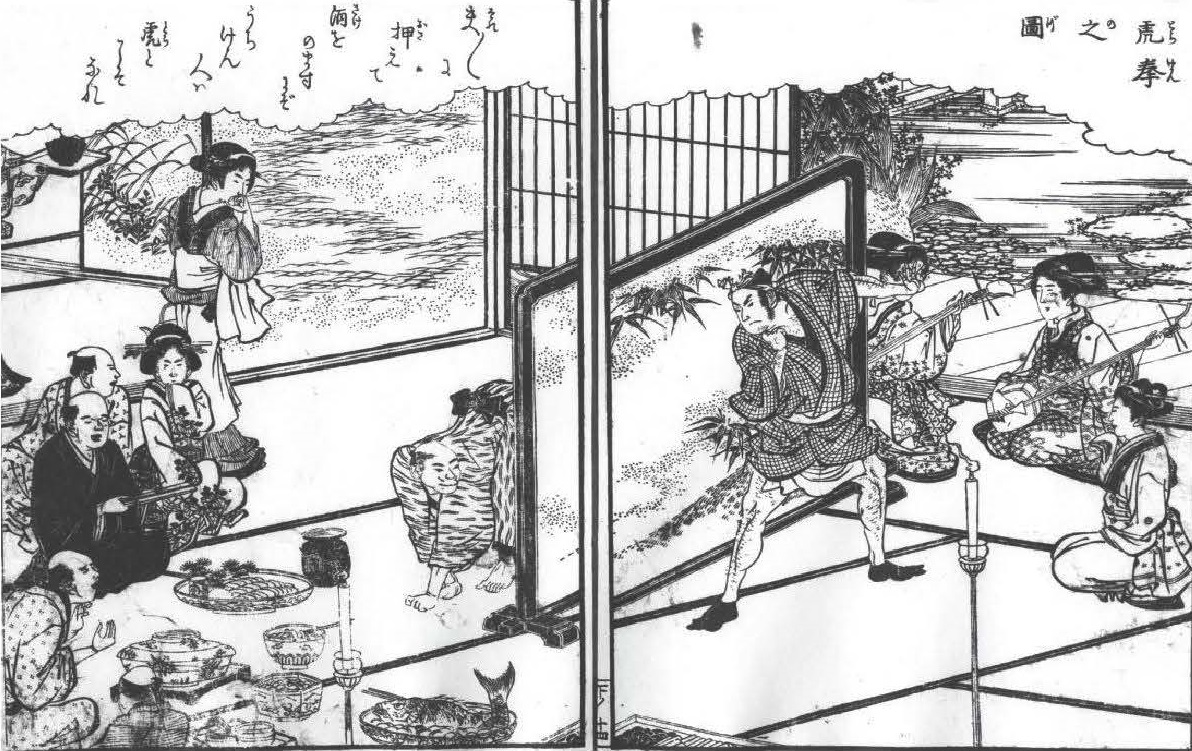
虎拳 『拳会角力図会』 1809年

虎拳（とらけん）は、襖で区切られた左右の部屋で、虎・女物・鉄砲のいずれかを身につけて待ち、襖を開くと、虎>老婆>鉄砲（和藤内あるいは加藤清正）>虎という三すくみで勝負がつく拳遊び。囃子歌から「とらとら」とも呼ばれる。

## 遊び方
屏風仕立てのフリがつくお座敷遊びとしての拳遊びの中の最大規模のもの。襖で仕切られた部屋3室と、虎の毛皮、女物の衣裳、鉄砲のセットが2つ必要。
花街では部屋に屏風を立て、「虎」は四つん這いで表現、「老婆」は杖を突く身振りで表現、「武将」は拳を腰に当てるジェスチャーで表現して遊ぶものが現在の主流である。屏風から出てきたときに、相手が予想もつかない格好をしているところに面白さがある。
虎が老母を襲い、和藤内がその虎を破って、老婆は自分の息子の和藤内に勝つという三すくみ。近松門左衛門の浄瑠璃『国性爺合戦』から誕生した拳遊びである。
祇園では、虎退治の話なので和藤内が加藤清正に変わっている。